# Malvina Oriental
A Malvina Oriental (em inglês:  East Falkland, em castelhano:  Isla Soledad) é a ilha de maior área do arquipélago das Malvinas, com 6605 km². É a segunda maior ilha subantártica, depois da Grande-Terre de Kerguelen.

## Geografia
Situa-se no sul do Oceano Atlântico e tem cerca de 2197 habitantes (censo de 2001), a maioria da população do arquipélago, que habitam a metade norte da ilha na única cidade, Port Stanley, a capital.
A metade sul da ilha é ligada à parte norte pelo muito estreito istmo de Darwin e é conhecida pelo nome de Lafonia. A ilha está separada da Malvina Ocidental pelo estreito das Malvinas.
Além de Port Stanley, há outras localidades na ilha, como Puerto Soledad, Darwin, San Carlos, Salvador, Johnson's Harbour, Fitzroy, Mare Harbour, e Goose Green. As atividades principais são a pesca, a criação de ovinos, o turismo e as tarefas administrativas do território e governação.
O seu ponto mais alto, o monte Usborne (705 m de altitude), é também o mais alto do arquipélago.

## História
Embora possivelmente os Yahgan (nativos da Patagónia) tivessem habitado a ilha (daí a existência da raposa-das-malvinas), a primeira colonização geralmente incontroversa deu-se no século XVIII quando a ilha foi colonizada pelos franceses, com Louis de Bougainville a fundar Port Louis no Berkeley Sound, em 1764. A população fixada continha bretões e as ilhas ficaram conhecidas como "Îles Malouines" (ilhas de Saint-Malo, localidade na Bretanha), depois hispanificadas como "Islas Malvinas". Durante anos, Port Louis foi a localidade principal.
Em 2 de Abril de 1982 a Argentina lançou a Operação Rosário, invadindo as Malvinas. A resposta do Reino Unido e consequente expulsão das tropas argentinas ficou conhecida como Guerra das Malvinas.

## Vida selvagem

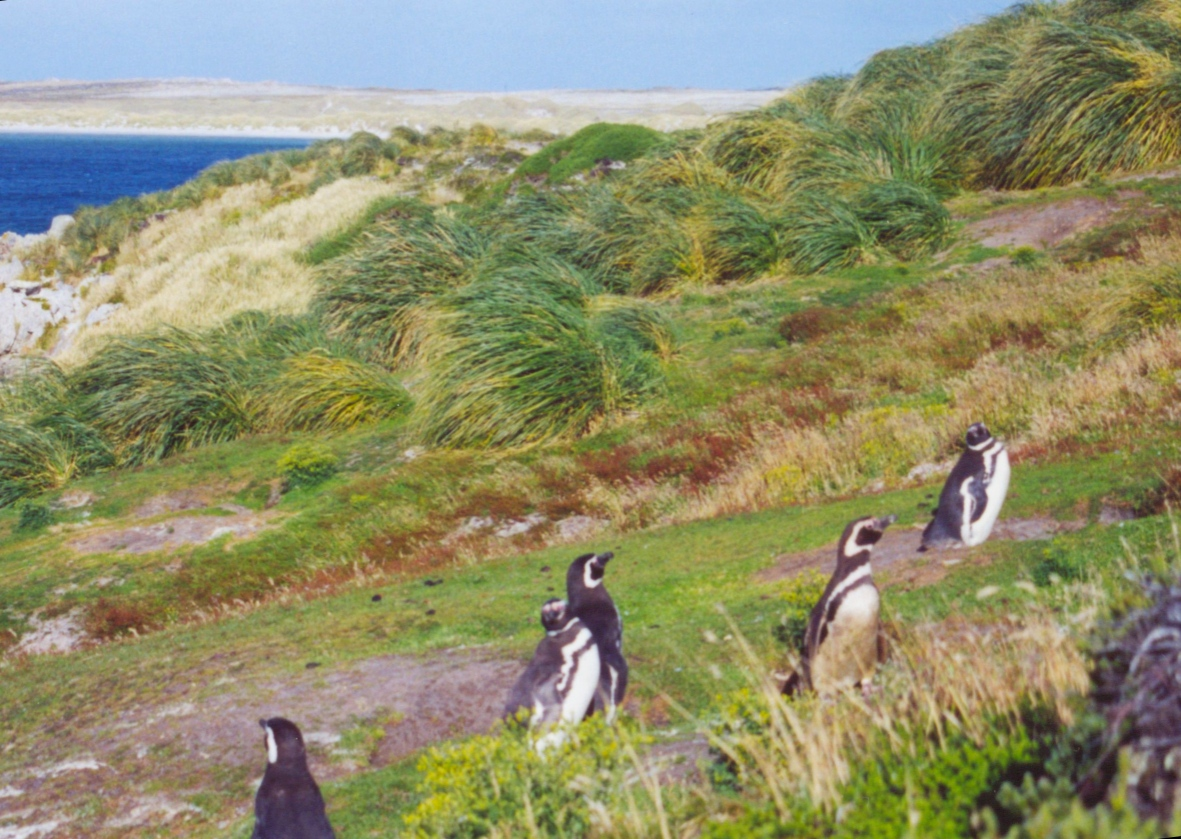
Lado leste das ilhas Maldivas, na imgem os pinguins que lá vivem

Devido à presença humana, a biodiversidade na Malvina Oriental encontra-se sempre em risco, e a raposa-das-malvinas foi uma das primeiras baixas, como notava já Charles Darwin na sua obra A Viagem do Beagle:
"O único quadrúpede nativo da ilha é uma grande raposa semelhante a um lobo (Canis antarcticus'), que é comum às Malvina Oriental e Ocidental. Não tenho dúvidas de que é uma espécie peculiar… O seu número rapidamente diminuiu; estão totalmente eliminadas na metade da ilha que fica a leste do istmo entre St. Salvador Bay e Berkeley Sound. Poucos anos depois de esta as ilhas serem regularmente habitadas, com toda a probabilidade a raposa estará classificada como o dodó, como animal que desapareceu da face da Terra."
Ratos foram introduzidos pelo homem, mas além disto, a ilha tem uma grande quantidade de vida marinha, incluindo pinguins de várias espécies.
Guanacos foram introduzidos sem êxito em 1862 para que Alfredo, Duque de Saxe-Coburgo-Gota os caçasse em 1871 . Extintos na Malvina Oriental, existem ainda alguns na Ilha Staats.